# ASC Bouaké
El ASC Bouaké es un equipo de fútbol de Costa de Marfil que juega en la Liga Amateur de Costa de Marfil, la cuarta liga de fútbol más importante del país.

## Historia
Fue fundado en la villa de Bouaké, al centro de Costa de Marfil y han jugado en la Primera División de Costa de Marfil, la liga más importante del país, aunque no lo hacen desde la temporada 2002, año en que comenzó su baja de nivel hasta que en el año 2008 juegan en la liga en la que están actualmente. Nunca han sido campeones de la máxima categoría, pero han ganado el título de copa en 1 ocasión en 3 finales que han jugado.
A nivel internacional han participado en 3 torneos continentales, en los cuales nunca han superado la segunda ronda.

## Palmarés
- Copa de Costa de Marfil: 1

1987
- - Finalista: 2

1993, 2001

## Participación en competiciones de la CAF
| Temporada | Torneo          | Ronda | Club               | Casa  | Visita | Global |
| --------- | --------------- | ----- | ------------------ | ----- | ------ | ------ |
| 1978      | Recopa Africana | 2     | Inter Club         | 0-0   | 1-4    | 1-4    |
| 1988      | Recopa Africana | 1     | Dragons de l'Ouémé | w.o.1 | w.o.1  | w.o.1  |
| 1988      | Recopa Africana | 2     | Inter Club         | 1-1   | 0-1    | 1-2    |
| 2002      | Recopa Africana | 1     | Mamahira Kati      | 4-0   | 2-0    | 6-0    |
| 2002      | Recopa Africana | 2     | WAC Casablanca     | 1-1   | 0-5    | 1-6    |

1- Dragons de l'Ouémé abandonó el torneo.